# Alabastron

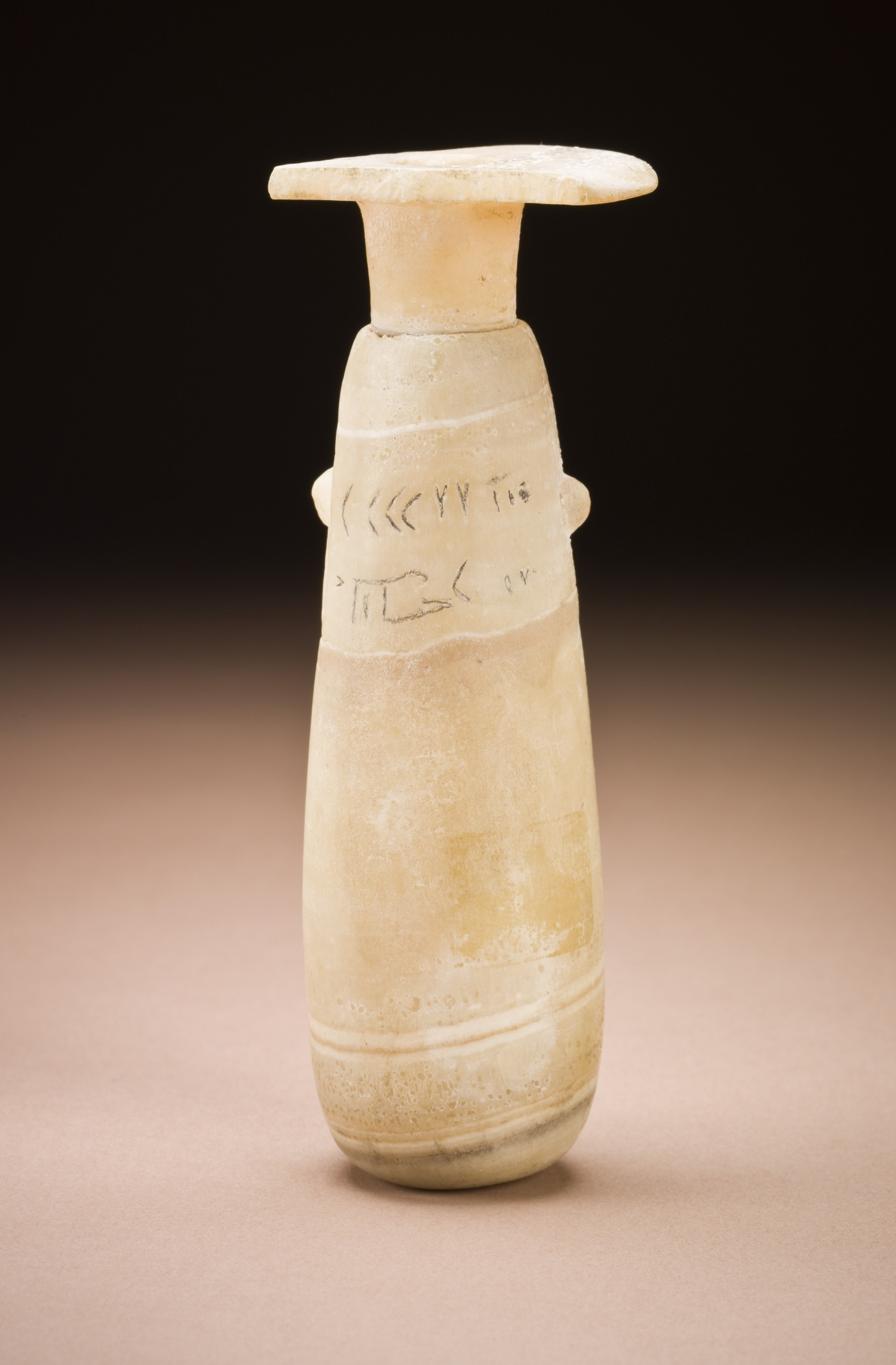
Alabastron aus Alabaster, 26. Dynastie

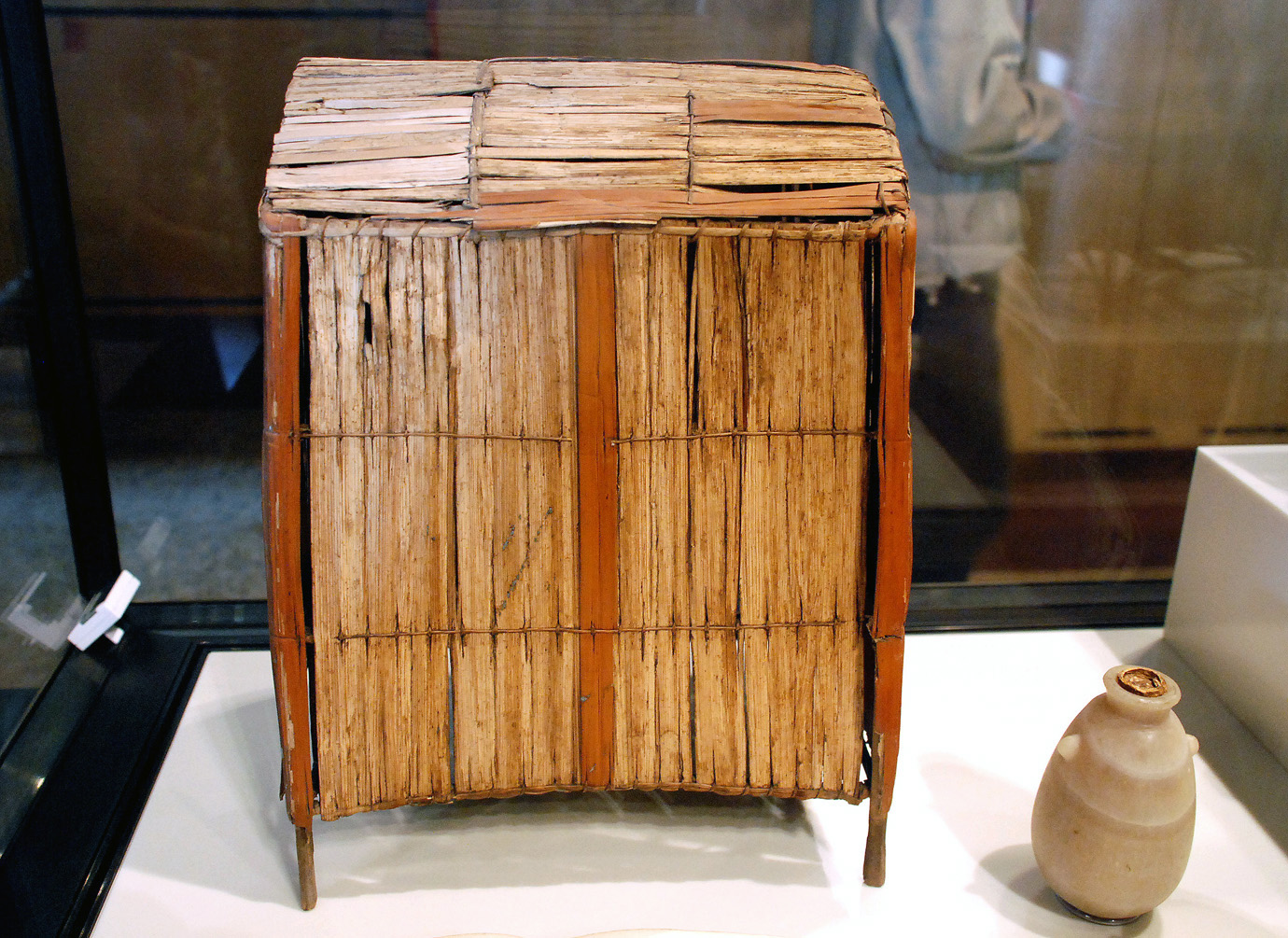
Kosmetikkasten und ein Salbgefäß der Königin Mentuhotep

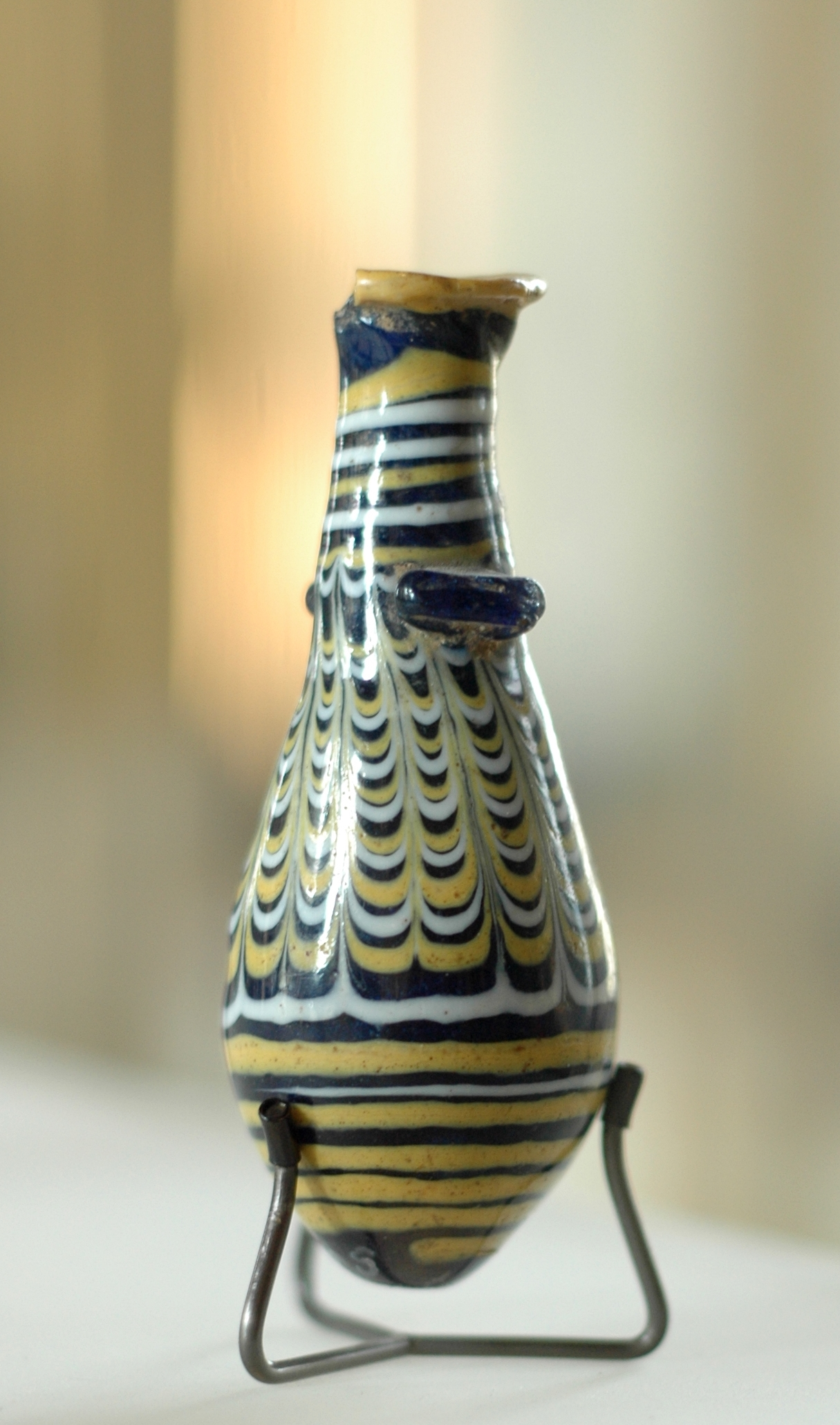
Römischer Glas-Alabastron 2. oder 1. Jahrhundert v. Chr.

Als Alabastron (altgriechisch ἀλάβαστρον, ἀλάβαστρος oder ἀλάβαστον; Plural Alabastra altgriechisch ἀλάβαστρα) bezeichnet man in der Klassischen Archäologie ein birnenförmiges oder schlankes Gefäß in Form eines Fläschchens ohne Fuß und Henkel mit abgerundetem Boden. Manchmal verfügten sie über zwei oder mehr Ösen, an denen sie mit Hilfe von Fäden befestigt werden konnten. Alabastra wurden zur Aufbewahrung von Ölen, Salben, Duftstoffen und kostbaren, aromatischen Essenzen verwendet. Sie wurden hauptsächlich von Frauen genutzt, während Männer den Aryballos als Salbgefäß verwendeten.

## Entwicklung
Ursprünglich wurden die Alabastra in Ägypten aus Alabaster gefertigt und mit Ölen, Salben und Parfüm gefüllt in den gesamten Mittelmeerraum exportiert. Deshalb wurde vermutet, dass der Name des Gefäßes von diesem Stein abgeleitet wurde. Ein anderer Erklärungsversuch besagt, dass der Name von dem griechischen alaba (altgriechisch ἀλάβα) was „ohne Griff“ bedeutet stammen würde. Hierfür spricht die Angabe in der Suda, die das Alabastron als Salbgefäß ohne Griff bezeichnet.
Die ältesten Gefäße in der Form eines Alabastrons stammen aus dem Kosmetikkasten der ägyptischen Königin Mentuhotep, die wahrscheinlich im 17. Jahrhundert v. Chr. lebte. Die ersten Alabastra, die genauer datiert werden können, sind mit den Namen der Pharaonen Osorkon II. (881/0–852/1 v. Chr.) und Takelot II. (842/1–816/5) beschriftet. Sie waren bauchig und hatten noch einen kurzen Hals. In al-Kurru fand man in den Gräbern der Gemahlinnen des Pharaos Pije (746–716 v. Chr.) weitere Alabastra. Solche Gefäße fand man auch im 8. und 7. Jahrhundert v. Chr. außerhalb Ägyptens. Während der 26. Dynastie waren Alabastra sehr verbreitet. Aus dieser Zeit stammt eine Alabastrawerkstatt, die in Naukratis ausgegraben wurde. Im 6. und 5. Jahrhundert tauchen Alabastra auf, die nicht in Ägypten hergestellt wurden.
Bereits im 7. Jahrhundert v. Chr. begann man in Mesopotamien mit der Produktion von Alabastra aus Glas. In Griechenland fertigte man etwa zur gleichen Zeit Tonalabastra mit spitzem Boden und in Etrurien Alabastra aus Bucchero mit rundem Boden an. Die Herstellung von Alabastra aus Glas und Keramik verbreitete sich nun über den gesamten Mittelmeerraum. Es wurden auch Exemplare aus anderen Gesteinsarten, Silber und Gold hergestellt. Zum Aufbewahren der Alabastra gab es einen Kasten, der Alabastrotheke (altgriechisch ἀλαβαστροθήκη oder altgriechisch ἀλαβαστοθήκη) genannt wurde.

## Minoische und mykenische Alabastra
Minoische und mykenische Alabastra sind bauchige Tongefäße mit flachem Boden. Breitere Gefäße werden als gedrückte, flache als gedrückt-flache und mit geraden Seiten als zylindrische Alabastra bezeichnet. Alabastra wurden beispielsweise in den Nekropolen von Knossos und Phaistos auf Kreta gefunden; sie stammen aus der Zeit um 1900 bis 1300 v. Chr. und sind im Palaststil mit Vogel-, Fisch- und Oktopusdarstellungen verziert.
In den orthodoxen Kirchen wird auch heute noch das aus Glas oder Metall bestehende Gefäß, welches das Myron enthält, als Alabastron bezeichnet.

## Galerie

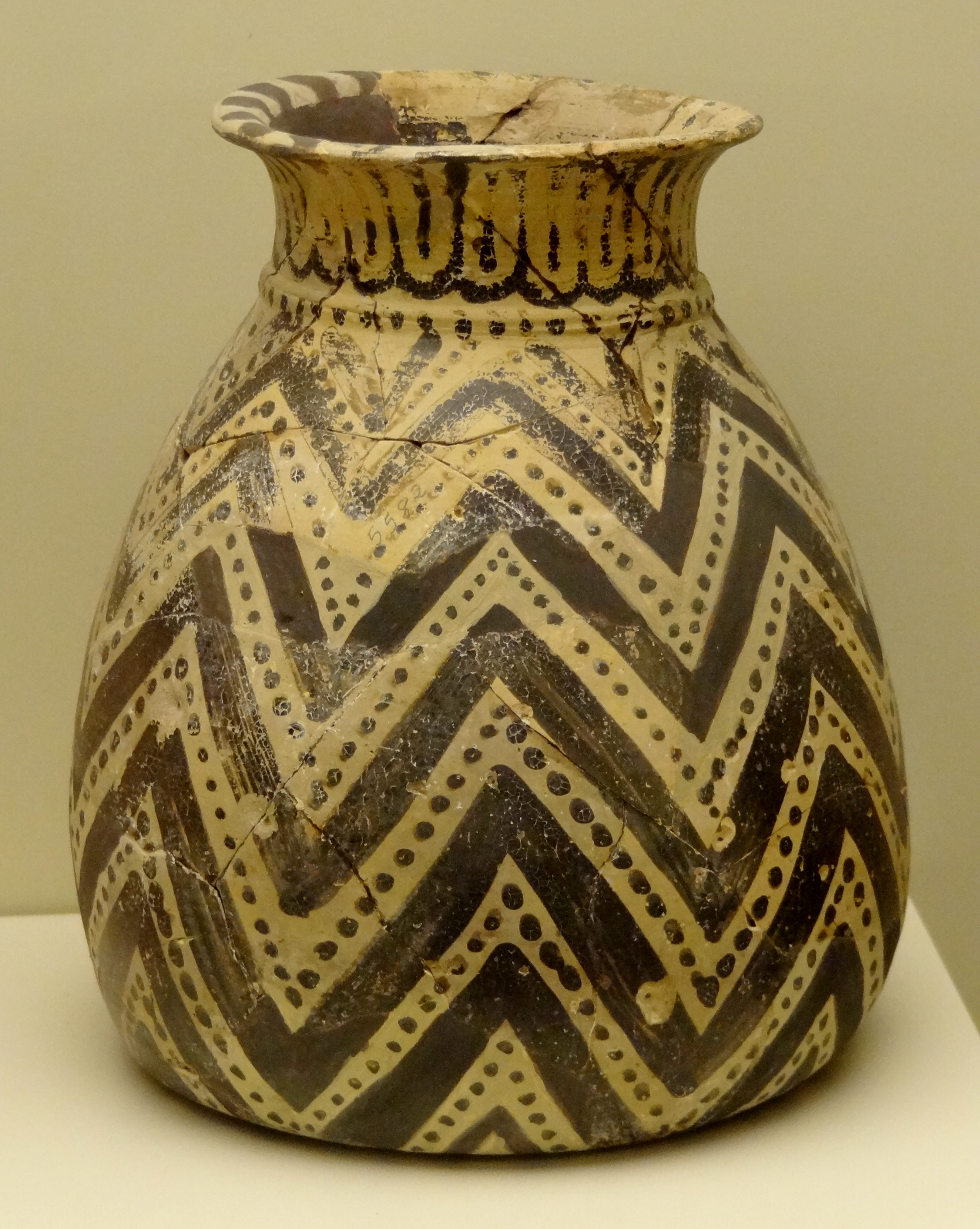
Minoisches Alabastron aus Mochlos
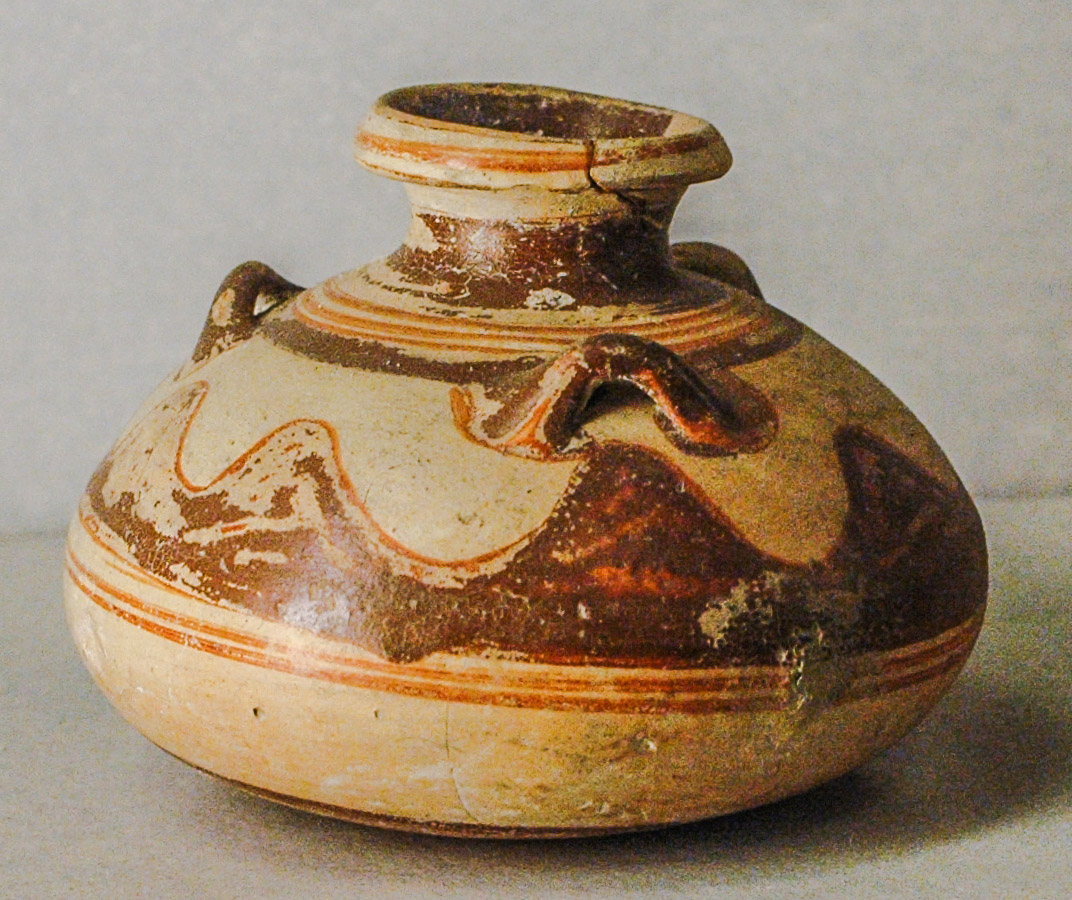
Mykenisches gedrückter Alabastron von Rhodos
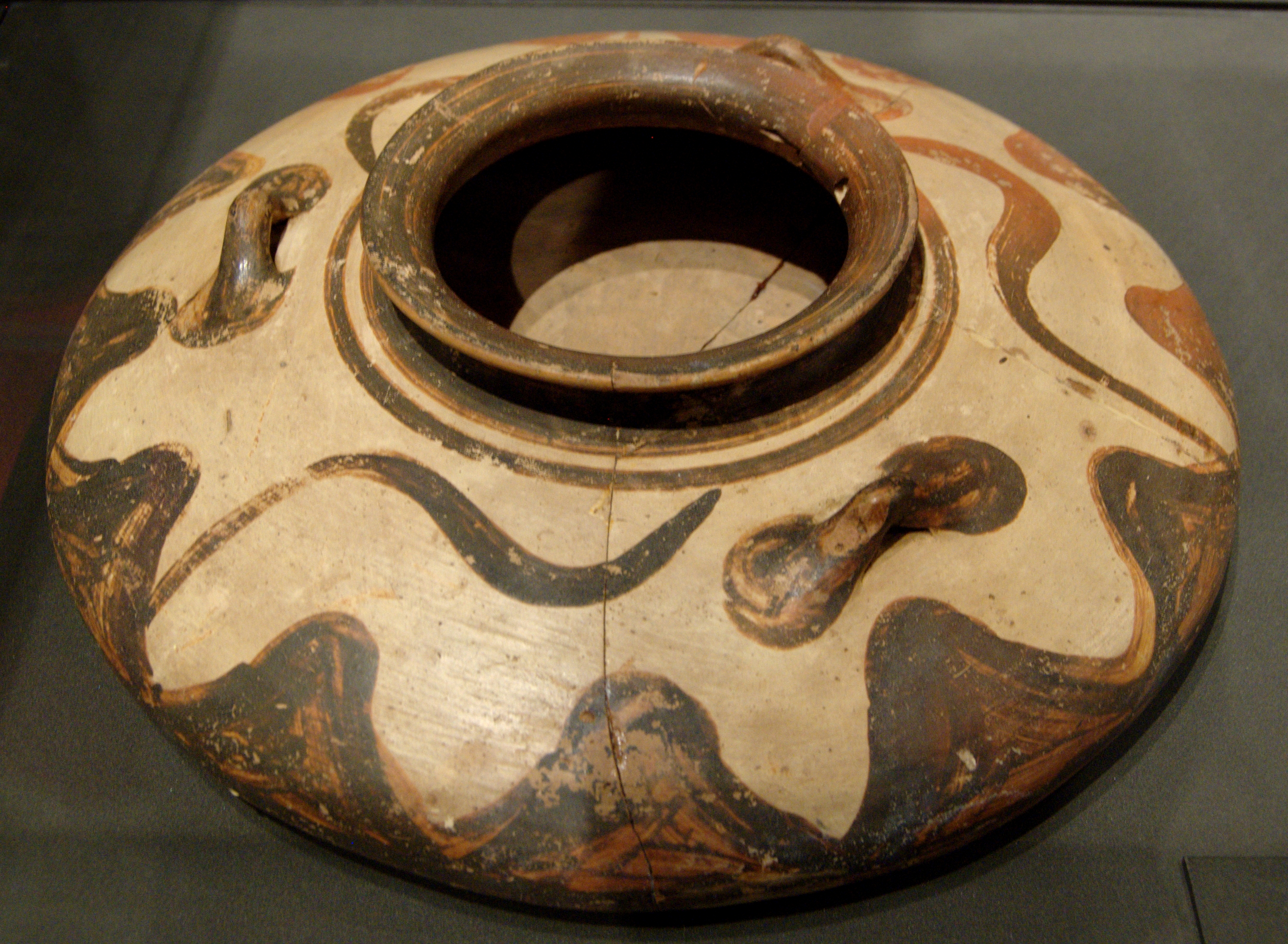
Mykenisches gedrückt-flaches Alabastron aus Attika
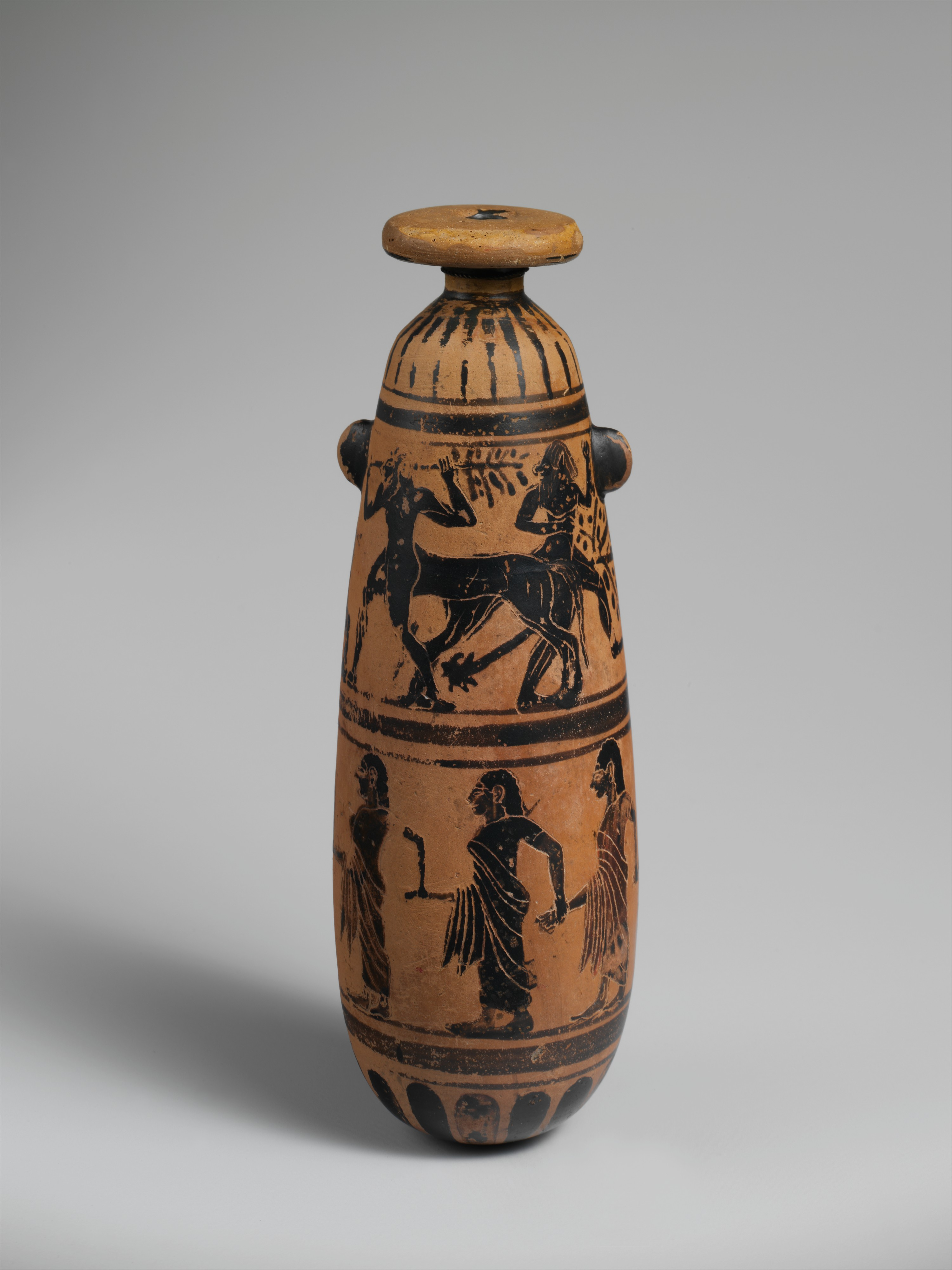
Etruskisches Alabastron
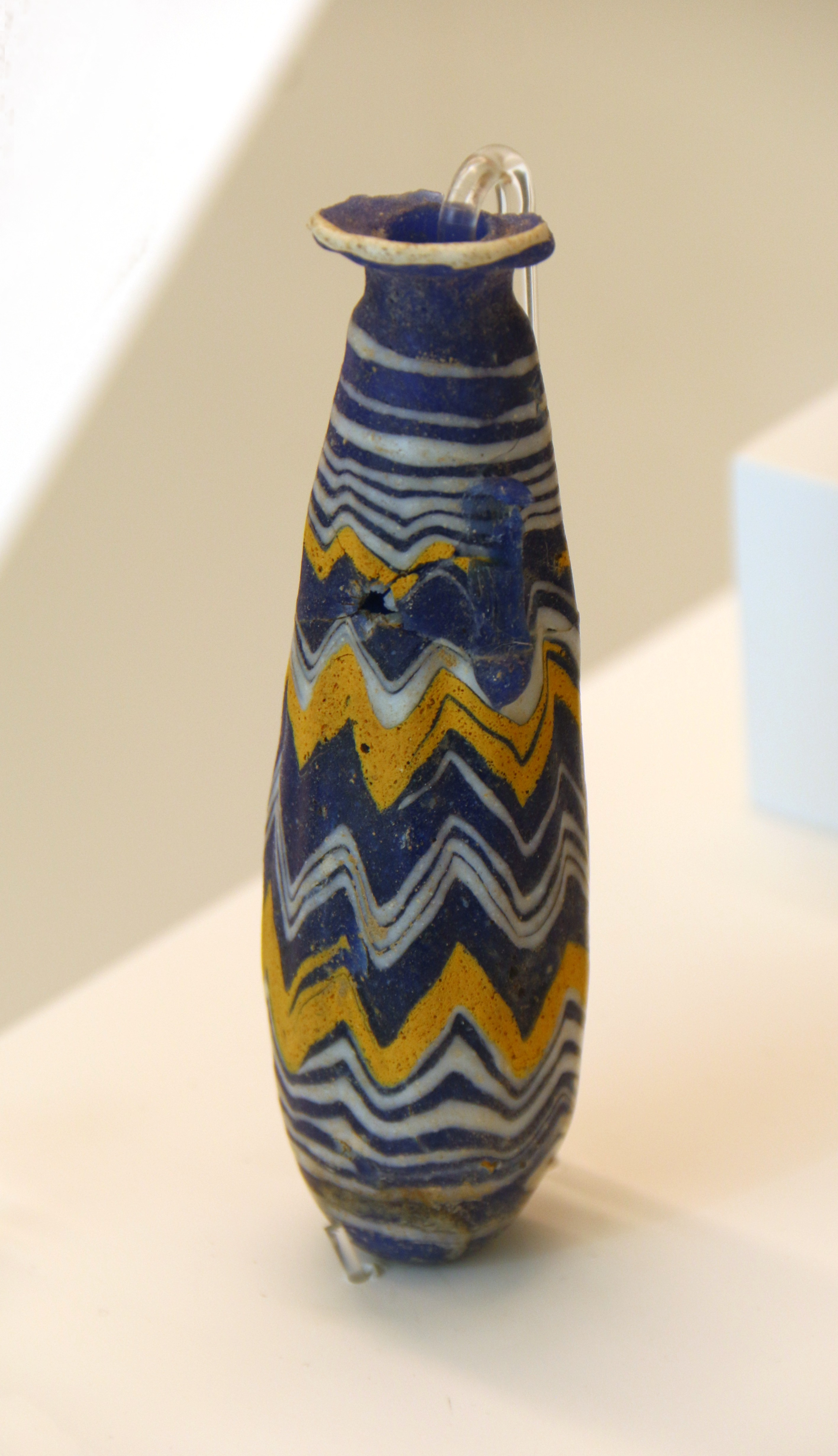
Phönizisches Glasalabastron